# Dolly de León
Dolly de León y Earnshaw (Manila, 12 de abril de 1969) es una actriz filipina de cine, televisión y teatro. 
Es más conocida por coprotagonizar Triangle of Sadness , ganador de la Palma de Oro en el Festival de Cannes. Por su actuación en dicha película, se convirtió en la primera actriz filipina en ser nominada a un Globo de Oro en la categoría de Mejor Actriz de Reparto.

## Carrera
Dolly de León nació y se crio en Manila de padres con raíces de Ilocos y Visayas . Asistió a la Universidad de Filipinas en Dilimán, donde fue asesorada por el difunto Artista Nacional de Teatro Tony Mabesa, y terminó con una Licenciatura en Artes en Teatro en 1995. 
Luego comenzó a actuar para telenovelas antes de pasar al cine. Su primer crédito cinematográfico fue en Shake, Rattle, and Roll III en 1991. En una entrevista con Variety, de León describió el teatro como su "primer amor". 
Durante décadas, De León ha desempeñado varios papeles, en su mayoría pequeños, en Filipinas. De Leon también ha trabajado con destacados directores filipinos, incluidos Lav Díaz , Erik Matti y Antoinette Jadaone.
En 2018, hizo una audición sin un agente y obtuvo el papel en la película internacional Triangle of Sadness, escrita y dirigida por Ruben Östlund. La película se proyectó en el Festival de Cine de Cannes de 2022 , donde ganó la Palma de Oro. Su papel, que Variety describió como "robo de escena", es ampliamente considerado como su papel revelación, a nivel local e internacional, descrito por Deadline como "muy atrasado". En consecuencia, De Leon firmó con Fusion Entertainment para la gestión en todas las áreas, así como con Gersh.

## Premios y nominaciones
| Año  | Premio                                            | Categoría                                                | Trabajo             | Resultado | Referencias |
| ---- | ------------------------------------------------- | -------------------------------------------------------- | ------------------- | --------- | ----------- |
| 2017 | Philstage Gawad Buhay                             | Mejor interpretación                                     | Tribes              | Ganadora  | [ 3 ]       |
| 2020 | FAMAS Awards                                      | Mejor Actriz de Reparto                                  | Verdict             | Ganadora  | [ 4 ]       |
| 2020 | Luna Awards                                       | Mejor Actriz de Reparto                                  | Verdict             | Nominada  | [ 4 ]       |
| 2022 | Gawad Urian Awards                                | Mejor Actriz de Reparto                                  | History of Ha       | Nominada  | [ 4 ]       |
| 2022 | Greater Western New York Film Critics Association | Mejor Actriz de Reparto                                  | Triangle of Sadness | Nominada  | [ 5 ]       |
| 2022 | Los Angeles Film Critics Association              | Mejor interpretación de Reparto (empate con Ke Huy Quan) | Triangle of Sadness | Ganadora  | [ 6 ]       |
| 2022 | Middleburg Film Festival                          | Premio de interpretación                                 | Triangle of Sadness | Ganadora  | [ 7 ]       |
| 2022 | Online Association of Female Film Critics         | Mejor Actriz de Reparto                                  | Triangle of Sadness | Nominada  | [ 8 ]       |
| 2022 | UK Film Critics Association                       | Mejor Actriz de Reparto del año                          | Triangle of Sadness | Nominada  | [ 9 ]       |
| 2023 | Columbus Film Critics Association                 | Mejor interpretación de Reparto                          | Triangle of Sadness | Pendiente | [ 10 ]      |
| 2023 | DiscussingFilm Critic Awards                      | Mejor interpretación                                     | Triangle of Sadness | Pendiente | [ 11 ]      |
| 2023 | DiscussingFilm Critic Awards                      | Mejor Actriz de Reparto                                  | Triangle of Sadness | Pendiente | [ 11 ]      |
| 2023 | Golden Globe Awards                               | Mejor Actriz de Reparto                                  | Triangle of Sadness | Nominada  | [ 12 ]      |
| 2023 | London Film Critics' Circle                       | Actriz de Reparto del año                                | Triangle of Sadness | Pendiente | [ 13 ]      |
| 2023 | Satellite Awards                                  | Mejor Actriz de Reparto                                  | Triangle of Sadness | Pendiente | [ 14 ]      |